# Tomato (álbum de Chakra)
Tomato es el cuarto álbum de estudio del grupo femenino surcoreano Chakra. El disco vendió 13 500 copias.

## Lista de canciones
- Créditos adaptados de Melon[2]

| N.º   | Título                                                                            | Letras         | Música                        | Duración |  |
| 1.    | «Intro»                                                                           |                |                               | 1:38     |  |
| 2.    | «난 너에게» (Nan Neoege)                                                          | Ahn Seong-jun  | Ahn Seong-jun                 | 3:32     |  |
| 3.    | «왜 나만» (Wae Naman)                                                             | Seo Un-young   | Seo Un-young                  | 3:43     |  |
| 4.    | «이 세상에 진실한 사랑은 거짓말이다» (I Sesange Jinsilhan Sarangeun Geojitmarida) | Bona           | Ahn Seong-jun, Lee Taek-seung | 4:18     |  |
| 5.    | «타잔» (Tajan)                                                                    | Lee Taek-seung | Lee Taek-seung                | 3:16     |  |
| 6.    | «Ex-Boyfriend»                                                                    |                |                               | 3:59     |  |
| 7.    | «Hey Boy»                                                                         | Seo Un-young   | Seo Un-young                  | 3:19     |  |
| 8.    | «The Anonymity»                                                                   | Ryeo-won       | Ahn Seong-jun, Kim Jin-soo    | 3:39     |  |
| 9.    | «Best Love»                                                                       | Lee Taek-seung | Lee Taek-seung                | 3:35     |  |
| 10.   | «The Sign»                                                                        | Hwangbo        | Ahn Seong-jun, Lee Yoon-sung  | 3:29     |  |
| 11.   | «나» (Na)                                                                         | Lee Yoon-sung  | Lee Yoon-sung                 | 3:15     |  |
| 12.   | «Fever»                                                                           | Sunny, RT      | Sunny                         | 4:09     |  |
| 13.   | «The Friendship»                                                                  | Eun            | Ahn Seong-jun,Kim Jin-soo     | 4:14     |  |
| 14.   | «Outro»                                                                           | RT             | Lee Yoon-sung                 | 1:14     |  |
| 15.   | «난 너에게 (Hidden Track, Remix Ver.)» (Nan Neoege)                               | Ahn Seong-jun  | Ahn Seong-jun, Hidden Track   | 3:58     |  |
| 51:25 |                                                                                   |                |                               |          |  |

## Posicionamiento en listas
| Lista (2003)         | Mejor posición |
| -------------------- | -------------- |
| Corea del Sur (RIAK) | 13             |